# Calyptranthes amshoffae
Calyptranthes amshoffae är en myrtenväxtart som beskrevs av Mcvaugh. Calyptranthes amshoffae ingår i släktet Calyptranthes och familjen myrtenväxter. Inga underarter finns listade i Catalogue of Life.